# Ark Invest
ARK Investment Management LLC est une société américaine de gestion de placements basée à Saint-Pétersbourg, en Floride, gérant plusieurs Fonds négocié en bourse (ETF) de manière active. La société est fondée par Catherine D. Wood en 2014,. Au plus fort de février 2021, l'entreprise dispose de 50 $ milliards d'actifs sous gestion. En mai 2022, les actifs ne s'élèvent plus qu'à 15,9 $ milliards, après une période de mauvaises performances,.

## Histoire
En 2014, Cathie Wood a l'idée d'un ETF géré activement et basé sur la technologie de rupture. Son employeur, Alliance Bernstein, juge l'idée trop risquée. Elle quitte alors son poste de directrice des investissements pour les stratégies thématiques mondiales, pour fonder Ark Invest. L'entreprise porte le nom de l'Arche d'alliance. Catherine D. Wood, chrétienne, lisait la Bible d'un an au moment de la fondation de l'entreprise. C'est également un rétroacronyme pour Active Research Knowledge,.
En octobre 2014, la société lance ses quatre premiers fonds actifs : l'ETF Innovation, l'ETF Genomic Revolution, l'ETF Internet nouvelle génération et l'ETF Autonomous Technology & Robotics. Ils sont suivis par le Fintech Innovation ETF en 2019 et le Space Exploration & Innovation ETF en 2021,.
La société gère également trois fonds indiciels : le 3D Printing ETF, lancé en 2016, le Israel Innovative Technology ETF, lancé en 2017, et le Transparency ETF, lancé en 2021.
En novembre 2020, Resolute Investment Managers annonce qu'elle exercerait son option d'acquérir une participation majoritaire dans la société,,. Cependant, en décembre 2020, Cathie Wood rachète l'option, conservant le contrôle de l'entreprise, tout en continuant à utiliser les services de distribution de Résolu, en obtenant du financement auprès d'Eldridge Industries,. Investissement Résolu demeure un actionnaire minoritaire.
En décembre 2020, l'ETF Innovation est devenu le plus grand ETF à gestion active, avec 17 $ milliards d'actifs sous gestion et un rendement de 170% en 2020,. Le 11 janvier 2021, la société devient l'un des 10 principaux émetteurs d'ETF.
En juin 2021, la société dépose une demande de création d'un ETF Bitcoin sous le symbole ARKB, en attendant l'approbation de la Securities and Exchange Commission, qui n'avait encore approuvé aucun ETF basé sur le Bitcoin.
ARK Invest dépose une nouvelle demande de lancement d'ETF Spot Bitcoin aux États-Unis le 25 avril 2023 et s'attend à une décision finale d'ici le 10 janvier 2024.
En octobre 2021, la société déménage son bureau de New York à St. Petersburg en Floride.

## Stratégie d'investissement
ARK Invest se concentre sur l'investissement dans les technologies de rupture. Ces technologies comprennent l'intelligence artificielle, le séquençage de l'ADN, l'édition génétique CRISPR, la robotique, les véhicules électriques, le stockage de l'énergie, la technologie financière, l'impression 3D et la technologie blockchain. Elle investit également dans les crypto-monnaies. La société investit dans des actions dont la valeur doit doubler sur une période de cinq ans.
Le 22 novembre 2022, Cathie Wood prédit un Bitcoin à 1 million de dollars d'ici 2030 lors d'une interview sur Bloomberg TV. À cette date, le Bitcoin clôture à 16 174 $ ; ainsi, le prix du Bitcoin doit être multiplié par 61 en 8 ans pour atteindre l'objectif de prix de 1 million de dollars,,.
De 2014 à 2021, l'ETF ARK Innovation enregistre en moyenne un retour sur investissement annuel de 39 %, soit plus de trois fois le rendement du S&P 500 pendant cette période. Street.com publie le 9 décembre 2022 : « L'ETF Ark innovation a chuté de 63 % jusqu'à présent en 2022, et a perdu 78% depuis son pique de février 2021.Wood défend sa stratégie en disant qu'elle avait un horizon d'investissement de cinq ans ».
Comme ses fonds ne peuvent pas détenir de liquidités, la société investit également dans de nombreuses actions de grandes technologies qu'elle qualifie d'« actions d'innovation de type cash ».
ARK publie des analyses, des transactions et des portefeuilles en cours et ouvre également ses revues de recherche au public. En plus des analystes financiers, ARK emploie des scientifiques et des informaticiens, convaincus qu'ils peuvent mieux évaluer l'impact des technologies disruptives,. La plupart des analystes de la société sont issus de la génération Y et n'ont pas d'expérience préalable à Wall Street.

## Risques
Des critiques tels que James Grant et Jason Zweig préviennent que les investisseurs à la recherche de rendements démesurés en investissant dans les ETF Ark pourraient être déçus, car les fonds « chauds » et les ETF thématiques ne peuvent généralement pas maintenir leurs performances. L’ETF phare ARK Innovation était en baisse de 24e% pour l’année 2021. L' ETF Short Innovation est lancé en novembre 2021 en tant que premier ETF aux États-Unis à offrir une exposition inverse à un autre ETF, en utilisant des contrats de swap pour fournir des rendements sur une seule journée inverses à l'ETF ARK Innovation.
Morningstar fait part de ses inquiétudes concernant la participation importante d'ARK dans plusieurs de ses plus petites entreprises,.

## Fonds
ARK Invest gère les fonds négociés en bourse suivants : En juillet 2022, ARK annonce qu'elle fermerait son Transparency ETF (CTRU) à compter du 31 juillet 2022, après avoir été informé que Transparency Global cesserait de calculer l'indice de transparence.
| Nom du fonds                                | Téléscripteur    | Taper             | Créé |
| ------------------------------------------- | ---------------- | ----------------- | ---- |
| FNB innovant                                | NYSE Arca : ARKK | Actif             | 2014 |
| ETF Internet de nouvelle génération         | NYSE Arca : ARKW | Actif             | 2014 |
| ETF Révolution Génomique                    | CBOE : ARKG      | Actif             | 2014 |
| ETF Technologie autonome et robotique       | CBOE : ARKQ      | Actif             | 2014 |
| ETF Innovation Fintech                      | NYSE Arca : ARKF | Actif             | 2019 |
| FNB d’exploration et d’innovation spatiales | CBOE : ARKX      | Actif             | 2021 |
| L’ETF Impression 3D                         | CBOE : PRNT      | Basé sur un index | 2016 |
| ETF de technologies innovantes en Israël    | CBOE : IZRL      | Basé sur un index | 2017 |
| ETF de transparence                         | CBOE : CTRU      | Basé sur un index | 2021 |